# アニリール・セルカン
アニリール・セルカン（Anılır Serkan、1973年3月22日 - ）は、トルコ系日本人。工学者（建築学）を自称して、かつて東京大学大学院工学系研究科で助教を務めていたが、不正な手段によって博士号を取得したとして学位が取り消された。

## 学位剥奪
インフラフリーの学位取得論文に関して、後年の調査により全376ページのうち149ページに盗用が見つかり、2010年3月2日に学位剥奪処分を下された。この処分は東京大学としては史上初めてのことであった。この処分が報道されると、セルカンはブログで声明を発表し、この論文の問題点について「論文と参考文献のリストが照合できるよう番号を振る必要があるのに、それが振られていなかったという僕の単純なミスにより、コピーだと言われている」 との説明を行った。しかし東京大学では単なる出典不記載だけでなく盗用や改竄があったと指摘しており、公式発表にて「出典不記載に止まらず、自らの創作物であるかのように偽装した悪質な盗用と判断できる箇所が11箇所、その疑いがあると判断できる箇所が計10箇所存在する」と述べた上で、その具体的な盗用の実例を複数挙げて説明している。
事態を重く見た東京大学は特別調査委員会を設置し、学位の不正取得に至った経緯の徹底的な調査を行った。その結果、セルカンによって提出された博士論文のうち全体の4割は盗用だったことが明らかになった。また、同委員会の調査に際して、セルカンの指導教員を担当し学位論文の主審査員も務めた松村秀一は「元助教を信じていたが、裏切られた」 と主張していた。しかし、同委員会の調査によれば、副審査員4名のうち2名が「論文の水準やオリジナリティに疑問がある」と指摘していたにもかかわらず、松村はそれを無視して独断で学位を与えていたことが明らかになった。同委員会の委員長として調査を指揮した東京大学副学長の佐藤慎一は、松村が行った審査について「恣意的でずさんであり、責任を厳しく問われなければならない」 と批判した。松村は学生指導の担当を外され、追って懲戒処分が下される見通しとなり、その2年後の2012年2月24日付けで、1か月の停職処分が言い渡された。

## 略歴
- 1973年3月22日 — 西ドイツのケルンに出稼ぎ労働移民の子として生まれた。このため、ドイツとトルコの重国籍を取り、後述する学位剥奪問題が起きた際には旅券に記された本名で出国していた。
- 1981年 — トルコのブルサへ帰国。帰国後の母親の名前はHamiyet Karalı[11] で、父親の名前はİbrahim Şahinである。この際、家庭の事情でAnılır姓のままトルコの学校へ進学した。
- 1984年 — 私立イナル・エルテキン初等教育学校(Özel İnal Ertekİn İlköğretİm Okulu)を卒業[12]。生年月日から逆算するとトルコの学制（4年＋4年＋4年）では10歳で初等教育学校を卒業していないと計算が合わない。このため、1年以上西ドイツの小学校にいた可能性が高く、1981年まではドイツに居住していたという証言もある[13]。
- 1992年 — ボルノバ・アナドル高校（トルコ語版）を退学になり、ブルサ・アナドル高校（トルコ語版）を卒業[14][15]。
- 1996年9月3日 — トルコのユルディス工科大学（トルコ語版）建築学部を卒業し、建築学士（Bachelor of Science in Architecture）の学位を受けた[16]。
- 1999年12月17日 — ドイツのバウハウス大学ヴァイマール校（ドイツ語版）建築学科都市地域専攻ディプロマ・プログラムを修了（Diplom-Studiengang）したが、これは論文の提出が不要であるために修士課程ではなかった。2006年にバウハウス大学ヴァイマール校はディプロマ・プログラムを廃止した[17]。したがって、修士課程を修了していないにもかかわらず、博士後期課程に不正な手段で進学していたことになる。
- 2000年4月 — 東京大学大学院へ進学するためにカタカナ名を名乗るようになったが、当初はセルカン・アニラルと名乗っていた[18]。
- 2003年3月28日 — 東京大学から工学博士号を授与された[19]。日本式に姓の後ろに名を入れたアニリール・セルカンと片仮名で初めて名乗るようになった。また各種宣伝活動も、すべての局面にて姓ではなく名のセルカンを多用し始める。
- 2005年 — 東京大学大学院工学系研究科建築学専攻助手となる。
- 2006年 — 東京大学大学院工学系研究科建築学専攻助教となる。
- 2007年 — 日本科学未来館監修のアニメーション映画『宇宙エレベータ 〜科学者の夢みる未来〜[20]』の監修。学位剥奪後、セルカンの登場する場面は削除された。また、この年には東京理科大学非常勤講師になった。
- 2008年 — 兵庫県西宮市「地域ワクワクフォーラム」講演、西宮市役所の熱心な招きに応じ講師を勤める[21]。さらにRD 潜脳調査室未来の世界観設定協力。さらに筑波大学非常勤講師となる[22]。さらに東京大学にて「インフラフリーが拓く未来の社会と技術」基調講演を行った。
- 2008年10月 — 楽天技術研究所の主催で企画された楽天社員向け講演会を開催する[23]。
- 2008年11月29日 — 楽天技術研究所主催の「楽天研究開発シンポジウム2008[24]」にて基調講演を行う[25]。
- 2009年3月 — モントリオール大学の2009年冬学期の客員教授を務めた[26]。
- 2009年8月7日 — 経済産業省アジア消費トレンド研究会の委員となる[27]。
- 2009年10月6日 — 宇宙や宇宙開発に関する技術等を紹介するポータルサイト「sorae.jp（宇宙（そら）へ）」に、「東大助教、トルコ人初の宇宙飛行士候補のアニリール・セルカン氏、宇宙飛行士の写真を捏造か？」というタイトルで記事が掲載される[28]。しかし、記事は即日削除される。
- 2009年10月17日 — TEDx台北にスピーカーとして登壇予定であった。しかし、その経歴の信憑性について「TEDx」事務局側が警戒、登壇キャンセルとなる。
- 2009年10月22日 — 東大の研究室の個人ページにすら虚偽の業績を9月8日まで張り付けていたことが発覚[29] し、この日までに業績のすべてを削除[30] していたことが明らかになっているが、この時点においてもバウハウス大学建築学修士課程修了と自称していた。
- 2009年10月26日 — 来る11月5日に宮城大学で開催されるシンポジウムに登壇予定であったが、急遽、講師および講演内容の変更が行われ、登壇キャンセルとなる[31]。
- 2009年10月31日 — トルコのイスタンブールにあるTUYAP（国際会議センター）においてサイン会を開催する予定であった[32]。しかし、前日の10月30日に急遽キャンセルとなる。なお、キャンセルの理由については「技術的な問題による」とだけ述べられた。
- 2009年11月2日 — 来る11月27日に名古屋クリエイティブ・デザインシティなごや[33] 主催の国際デザインフォーラム2009「未来スコープ[34]」にて基調講演を行う予定であったが、突如、講演を辞退する[35]。なお、辞退に至った経緯や詳細に関しては明らかにされていない。
- 2009年11月6日 — それまでGKデザイングループのウェブサイトに掲載されていた、9月24日の講演会「GAME(OVER)─創造力が生み出すハイスコアな未来[36]」の模様についての記事が削除される。
- 2009年11月8日 — 「セルカン・カレッジ」大阪[37] の冒頭において、セルカンに関する情報がインターネット上に数多く掲載されていることがアナウンスされた。その大半は事実無根であるとのことであるが、どれが事実で、どれが虚偽であるのかについては具体的に触れられなかった。
- 2009年11月9日 — 2007年7月6日より日経BPの運営するウェブサイト「ECO JAPAN」に掲載されてきた、セルカンのインタビュー記事「宇宙飛行士候補、工学博士 アニリール・セルカン氏 〜宇宙発の新建築思想『インフラフリー』から見えてくるエコな暮らし〜」が削除される。
- 2009年11月10日 — インターナショナル・デザイン・リエゾンセンター[38] のセルカンに関する記事「アニリール・セルカンが今考えているコトとは？[39]」が閲覧不能に陥る。時を同じくしてリエゾンセンターの他の記事「Web Site Expert Academia特別企画 『インターネットは宇宙が生まれた瞬間から存在する。やっと使えるようになっただけでしょ？』[40]」も同様の状態に陥る。
- 2009年11月11日 — 日経BPの時評コラムに「宇宙飛行士候補で東大男性助教の『不正の疑い』報道とネット」[41] という記事が掲載される。
- 2009年11月14日 — 朝日新聞社のウェブサイトasahi.comに「宇宙飛行士候補名乗る東大助教、トルコ政府が根拠否定」[42] というタイトルで、セルカンに関する記事が実名で掲載される。それによれば、これまでセルカンが宇宙飛行士候補の根拠として示してきたトルコ政府による公文書は、政府が発行したものではないという。
- 2009年11月14日 — 宇宙や宇宙開発に関する技術等を紹介するポータルサイト「sorae.jp（宇宙（そら）へ）」[43] に「東大助教、トルコ人初の宇宙飛行士候補のアニリール・セルカン氏の宇宙服の写真は偽物」[44] というタイトルで、セルカンに関する記事が実名で掲載される。それによれば、ジョンソン宇宙センター宇宙飛行士選考事務局 (Astronaut Selection Office) は、これまでセルカンの著書等に掲載されてきた宇宙服の写真は偽物であると断定、さらに調査継続中であるという。
- 2009年11月16日 — 東芝エレベータが主催する「FUTURE DESIGN 2009 未来エレベーターコンテスト[45]」の「審査員紹介とコメント[46]」のページから、セルカンに関する一切の情報が削除される。その一方で、同社広報誌「FUTURE DESIGN 2009 vol.19」の「特集・交通と都市の未来形 〜次の階は『宇宙』になります![47]〜」には、セルカンと同社役員の対談や通夜島フードタワーの構想等が掲載されたままとなっている。
- 2009年11月20日 — トルコの新聞「Stargazete[48]」紙に、NASAにおける訓練の事実の否定、宇宙服姿の写真の否定、書類の偽造等をはじめとする一連の疑惑と騒動が掲載される[49]。
- 2009年11月20日 — 東京大学の松村・藤田研究室[50] の研究室メンバー[51] のページから、それまで公開されていたセルカンのメールアドレスが削除される。また、セルカン個人のプロフィール紹介ページが削除され、リンク切れの状態となる[52]。
- 2009年11月20日 — 12月10日に早川書房より発行予定の美術本『Sync Future』に掲載予定であった、セルカンによるコラム/インタビュー記事「光でできた建築の住人」が掲載見送りとなる[53]。
- 2009年11月21日 — 東京大学・松村・藤田研究室の研究室メンバーのページが削除される。
- 2009年11月21日 — セルカンが自身のトルコ語版ブログにおいて、実は自分が宇宙飛行士候補ではなかったことを初めて認めた。また、そのことについての記事が11月24日のSorae.jp[54] に掲載された。
- 2009年12月 — シブヤ大学においてセルカンの個人ページが削除されるものの、授業レポートは削除されなかった[55]。
- 2010年3月2日 — 不正な方法により学位を受けた事実が判明したため、東京大学が授与していた博士学位を剥奪する[56]。帝國大学などの前身を合わせた東京大学133年の歴史において、博士号を剥奪されたのはセルカンが初めてになる。
- 2010年3月15日 — セルカン本人が東京大学に対して辞職したい旨の届出を行った。
- 2010年3月16日 — 和歌山県串本町はセルカンに委嘱していた「串本大使」を、3月8日付で解任したと発表した[57]。
- 2010年3月30日 — セルカンは既に出国していた[58]。
- 2010年3月31日 — 東京大学による調査により、卒業証書の偽造で学歴を詐称し、不正な方法により学位を受け、助手採用時の履歴書にも虚偽の学歴を記載していた事実が判明した。この調査結果を受け、東京大学は「懲戒解雇相当[59]」とし、退職手当を支給しないことを決めたと発表した[60]。
- 2010年7月23日 — 東京大学は、平成18年度科研費実績報告書および申請段階の書類に記載された論文等の不正行為に関する調査結果を報告。科研費実績報告書の論文のうち1編の論文が盗用箇所を含み、残り2編の論文に関しては存在が確認できず、書類に虚偽記載を行ったものと認定した。申請段階の書類に記載の論文に関しては1編の論文が盗用箇所を含み、残り25編のうち20編の論文は存在が確認できず、書類に虚偽記載を行ったものと認定した。また、この報告では、研究室の責任者である松村秀一教授に関して「不正行為に直接関与したとは言えないものの、当該不正行為について責任を負うべき」としている[61]。
- 2012年2月29日 — 東京大学は、平成17年度から21年度の期間に、本人が研究代表として外部から受け入れ執行した寄付金、科学研究費補助金、共同研究費、旅費等が合計10,085,467円に上っていたことを明かし、不適切な使用（目的外による、私物の購入など）に関する調査結果をあわせて公表した。事実認定のために本人への連絡を試みてきたが、居所不明だとしている[62]。

## 業績

### 論文
- Anilir, S. (2008). "A decentralized/self-sustaining (infra-free) kitchen-system proposal with a home incinerator and Sabatier reactor-integrated waste management utility." Waste Management and the Environment Iv 109:385-394
- Anilir, S., M. Nelson, et al. (2008). "Designing a small-scale infra-free (IF) system for community applications:Managing energy, water and waste." Journal of Asian Architecture and Building Engineering 7(1):77-84.
- Anilir Serkan、畑中菜穂子訳「技術転用・スピンオフ インフラ・フリー・システム--持続可能な都市形成を促すための東京大学の役割 (宇宙建築、あるいはArchitectural Limits--極地建築を考える)」『Ten plus one』第46号、INAX出版、2007年、117-119頁、NAID 40015420411。
- Anilir, S. (2004). "Industrial processes in space manufacturing for converting asteroidal materials into useful construction elements." Engineering, Construction and Operations in Challenging Environments:Earth and Space 2004:1015-1022

- Anilir, S. (2003).宇宙空間で長期居住を可能にする軌道上施設に関する研究 東京大学 博士 (工学) 甲第17950号[63]（学位剥奪の原因となった論文）

### 学会発表
- S.Anilir, S.Matsumura, R.Schmidt, K.Fukuda, S.Nishii, M.Araki:"Infra-Free Life (IFL) Proposal for a Spin-Off Technology from Aerospace into Building Industry" Proceedings of Space 2006, American Institute of Aeronautics and Astronautics (AIAA), San Jose, US 2006-7329(Online). (2006)[64][65][66]

### 著書
- 『宇宙エレベーター こうして僕らは宇宙とつながる』（2006年、大和書房、ISBN 978-4-479-39139-5、日本で発行。）
- 『タイムマシン』（2006年、日経BP社、ISBN 978-4-8222-4555-9。2009年に韓国語版も発売、日本で発行。）
- 『ポケットの中の宇宙』（2009年、中央公論新社、ISBN 978-4-12-150327-5。2010年3月5日、中央公論社が絶版にすると発表。日本で発行。）

- 『Türk'ten Samuray Olur mu?』（2009年）ISBN 978-975-7991-63-2。トルコで発行。

### 監修作品
- 宇宙エレベータ 〜科学者の夢みる未来〜（監修、2007年）
- RD 潜脳調査室（フューチャースーパーバイザー、2008年）